# Fundação Universitária Vida Cristã 2021-2022
Questa voce raccoglie le informazioni riguardanti la Fundação Universitária Vida Cristã nella stagione 2021-2022.

## Stagione
La Fundação Universitária Vida Cristã utilizza la denominazione sponsorizzata Vôlei Funvic Natal nella stagione 2021-22.
Partecipa alla sua decima Superliga Série A (la prima dopo il trasferimento a Natal e la fusione con l'Aero Clube), classificandosi all'ottavo al termine della regular season; ai play-off scudetto esce di scena ai quarti di finale, rimediando una doppia sconfitta dal Minas, chiudendo con un ottavo posto finale.
Partecipa alla Coppa del Brasile, dove viene eliminato ai quarti di finale ancora dal Minas e chiude con un sesto posto finale; in Supercoppa brasiliana, invece, viene sconfitto dal Sada.
In ambito internazionale è impegnato al Campionato mondiale, dove ottiene un quarto posto finale.

## Organigramma societario
Area direttiva
- Presidente: Luís Otávio Palhari
- Team manager:
- Supervisore: Wanderson Xavier

Area tecnica
- Allenatore: Carlos Weber (fino a dicembre), João Marcondes (da gennaio; ad interim a dicembre)
- Secondo allenatore: Arthur Souza (fino a dicembre), Adalberto Fragoso (da gennaio)
- Assistente allenatore: Cláudio Uchoa (fino a gennaio), Marcus Bichini (da gennaio)
- Scoutman: Alexandre Leal (fino a gennaio), Cláudio Uchoa (da gennaio)
- Preparatore atletico: Renato Bacchi (fino a dicembre), Thawe Nascimento (da gennaio)

Area sanitaria
- Medico: Fabio Romualdo
- Fisioterapista: Kadja da Silva, João de Mattos (da gennaio)
- Nutrizionista: Laura Caroline

## Rosa
| N° | Nome                | Ruolo | Data di nascita   | Nazionalità sportiva |
| -- | ------------------- | ----- | ----------------- | -------------------- |
| 1  | Matheus Krauchuk    | O     | 4 novembre 1997   | Brasile              |
| 2  | Luis Estrada        | S     | 10 marzo 2000     | Cuba                 |
| 3  | Alexsandro Vicente  | P     | 10 marzo 1990     | Brasile              |
| 6  | Patrick Gasman      | C     | 2 gennaio 1997    | Stati Uniti          |
| 7  | Murilo Radke        | P     | 31 gennaio 1989   | Brasile              |
| 8  | André Ludegards     | S     | 19 settembre 1999 | Brasile              |
| 9  | Breno do Nascimento | O     | 7 marzo 2001      | Brasile              |
| 10 | Vitor Yudi          | S     | 12 marzo 1999     | Brasile              |
| 11 | João Gabriel Mossa  | P     | 22 agosto 2000    | Brasile              |
| 12 | Gabriel dos Santos  | O     | 18 maggio 1997    | Brasile              |
| 13 | Gabriel Garcia      | P     | 25 maggio 1997    | Brasile              |
| 14 | Emanuel Lucena      | S     | 11 aprile 1994    | Brasile              |
| 15 | Riad Garcia         | C     | 2 ottobre 1981    | Brasile              |
| 16 | Felipe de Brito     | C     | 1º ottobre 1998   | Brasile              |
| 17 | Thales Hoss         | L     | 27 aprile 1989    | Brasile              |
| 18 | Felipe Roque        | O     | 19 maggio 1997    | Brasile              |
| 19 | Symon de Lima       | C     | 11 agosto 1996    | Brasile              |
| 20 | Fábio Rodrigues     | S     | 26 luglio 1995    | Brasile              |
| 21 | Andrey Nascimento   | S     | 7 febbraio 2002   | Brasile              |
| 22 | Glauber Moreno      | C     | 25 settembre 2001 | Brasile              |

## Statistiche

### Statistiche di squadra
| Competizione          | Punti | In casa | In casa | In casa | In trasferta | In trasferta | In trasferta | Totale | Totale | Totale |
| Competizione          | Punti | G       | V       | P       | G            | V            | P            | G      | V      | P      |
| --------------------- | ----- | ------- | ------- | ------- | ------------ | ------------ | ------------ | ------ | ------ | ------ |
| Superliga Série A     | 31    | 12      | 6       | 6       | 12           | 5            | 7            | 24     | 11     | 13     |
| Coppa del Brasile     | -     | 0       | 0       | 0       | 1            | 0            | 1            | 1      | 0      | 1      |
| Supercoppa brasiliana | -     | -       | -       | -       | -            | -            | -            | 1      | 0      | 1      |
| Campionato mondiale   | 2     | -       | -       | -       | -            | -            | -            | 4      | 1      | 3      |
| Totale                | -     | 12      | 6       | 6       | 12           | 5            | 7            | 30     | 12     | 18     |

### Statistiche dei giocatori
| Giocatore        | Superliga Série A | Superliga Série A | Superliga Série A | Superliga Série A | Superliga Série A | Campionato mondiale | Campionato mondiale | Campionato mondiale | Campionato mondiale | Campionato mondiale |
| Giocatore        | P                 | PT                | AV                | MV                | BV                | P                   | PT                  | AV                  | MV                  | BV                  |
| ---------------- | ----------------- | ----------------- | ----------------- | ----------------- | ----------------- | ------------------- | ------------------- | ------------------- | ------------------- | ------------------- |
| F. de Brito      | 18                | 134               | 90                | 35                | 9                 | 4                   | 32                  | 26                  | 5                   | 1                   |
| S. de Lima       | 13                | 7                 | 3                 | 2                 | 2                 | 3                   | 0                   | 0                   | 0                   | 0                   |
| G. dos Santos    | 22                | 258               | 221               | 20                | 17                | 4                   | 29                  | 25                  | 4                   | 0                   |
| B. do Nascimento | 10                | 15                | 15                | 0                 | 0                 | -                   | -                   | -                   | -                   | -                   |
| L. Estrada       | 22                | 318               | 290               | 19                | 9                 | -                   | -                   | -                   | -                   | -                   |
| G. Garcia        | 17                | 1                 | 0                 | 0                 | 1                 | 3                   | 0                   | 0                   | 0                   | 0                   |
| R. Garcia        | 8                 | 47                | 33                | 10                | 4                 | 1                   | 6                   | 3                   | 2                   | 1                   |
| P. Gasman        | 22                | 177               | 115               | 46                | 16                | 4                   | 48                  | 36                  | 10                  | 2                   |
| T. Hoss          | 23                | 0                 | 0                 | 0                 | 0                 | 4                   | 0                   | 0                   | 0                   | 0                   |
| M. Krauchuk      | 9                 | 76                | 64                | 9                 | 3                 | 4                   | 38                  | 33                  | 3                   | 2                   |
| E. Lucena        | 8                 | 8                 | 6                 | 2                 | 0                 | -                   | -                   | -                   | -                   | -                   |
| A. Ludegards     | 5                 | 25                | 22                | 2                 | 1                 | 0                   | 0                   | 0                   | 0                   | 0                   |
| G. Moreno        | 1                 | 1                 | 0                 | 1                 | 0                 | -                   | -                   | -                   | -                   | -                   |
| J.G. Mossa       | 9                 | 2                 | 1                 | 1                 | 0                 | 3                   | 0                   | 0                   | 0                   | 0                   |
| A. Nascimento    | 0                 | 0                 | 0                 | 0                 | 0                 | -                   | -                   | -                   | -                   | -                   |
| M. Radke         | 11                | 29                | 16                | 7                 | 6                 | 4                   | 9                   | 4                   | 4                   | 1                   |
| F. Rodrigues     | 24                | 165               | 146               | 13                | 6                 | 4                   | 12                  | 11                  | 1                   | 0                   |
| F. Roque         | 1                 | 0                 | 0                 | 0                 | 0                 | 0                   | 0                   | 0                   | 0                   | 0                   |
| A. Vicente       | 13                | 26                | 9                 | 8                 | 9                 | -                   | -                   | -                   | -                   | -                   |
| V. Yudi          | 20                | 26                | 22                | 3                 | 1                 | 4                   | 35                  | 31                  | 4                   | 0                   |

P = presenze; PT = punti totali; AV = attacchi vincenti; MV = muri vincenti; BV = battute vincenti

NB: Non sono disponibili i dati relativi alla Coppa del Brasile, alla Supercoppa brasiliana e, di conseguenza, quelli totali.